# Előd (chef magyar)
Pour les articles homonymes, voir Előd.
Előd est un des sept chefs tribaux magyars qui conduisent leur nation en Europe depuis l'Asie dans la seconde moitié du IXe siècle.

## Biographie
Selon la chronique médiévale Gesta Hungarorum — rédigée par le chroniqueur Magister P. (en), dit Anonymus en hongrois, probablement sous le règne de Béla III —, Előd est le fils de Ügyek (en). À la tête de la tribu des Nyék, il est un des six chefs hongrois (avec Tas, Töhötöm, Huba, Ond et Kond) qui se rallient au prince Álmos. Il participe avec son fils Szabolcs au processus d'occupation de la plaine de Pannonie conclue en 895 par le Grand-prince Árpád, fils d'Álmos. Előd conduit ses hommes dans la chaîne de montagnes de Vértes, dans l'est de la Hongrie actuelle, gouvernant la région autour du lac Balaton, les actuels comitats de Zala et de Somogy.
Les versions d'autres chroniqueurs diffèrent :
- la Gesta Hunnorum et Hungarorum de Simon de Kéza (vers 1283) le dit père d'Álmos ;
- la Chronica picta en fait à la fois le fils d'Ügyek et le père d'Álmos.

Selon une tradition, Mateo Csák, un oligarque hongrois qui détient au XIIIe siècle un énorme pouvoir politique, descend d'Előd[réf. souhaitée].